# オ・コルゴ

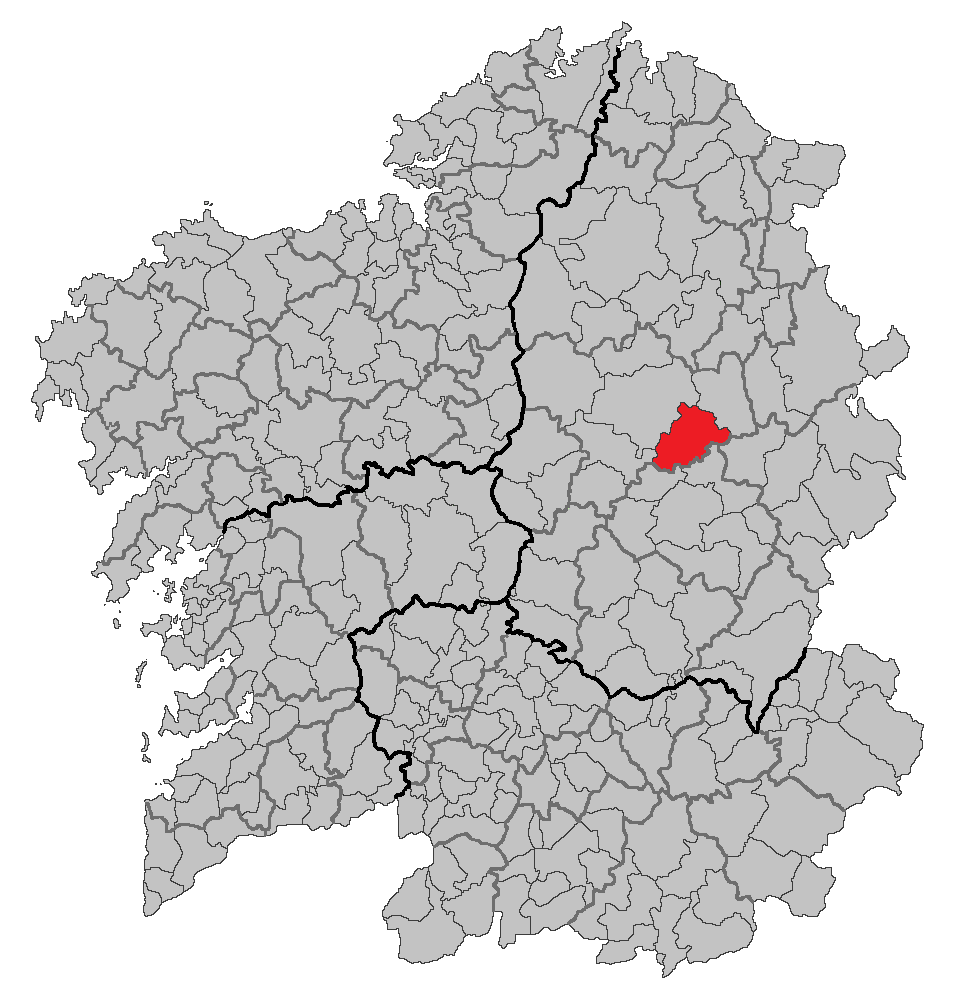

オ・コルゴ（O Corgo）は、スペイン、ガリシア州、ルーゴ県の自治体、コマルカ・デ・ルーゴに属する。ガリシア統計局によれば、2010年の人口は3,938人（2006年：4,192人、2005年：4,236人、2004年：4,264人、2003年：4,183人）。カスティーリャ語表記は定冠詞のないCorgo。
ガリシア語話者の自治体住民に占める割合は98.06％（2001年）。

## 地理
オ・コルゴはルーゴ県の中央部に位置し、コマルカ･デ･ルーゴに属する。隣接する自治体は、北から西がルーゴ、北から東がカストロベルデ、東がバラージャとランカラ、南がオ・パラモ、西がグンティンである。自治体中心地区はオ・コルゴ教区のオ・コルゴ地区。

### 人口
| オ・コルゴの人口推移 1900－2010                         |
|                                                         |
| 出典:INE（スペイン国立統計局）1900年 - 1991年、1996年 - |

## 政治
自治体首長はガリシア国民党（PPdeG）のホセ・アントーニオ・フェレイロ・ゴンサーレス（José Antonio Ferreiro González）、自治体評議員は、ガリシア国民党：7、ガリシア社会党（PSdeG-PSOE）：2、ガリシア民族主義ブロック（BNG）：2となっている（2007年自治体選挙結果、得票順）。

## 教区
オ・コルゴは38の教区に分けられている。太字は自治体中心地区のある教区。
- アブラガン（サン・バルトロメウ）
- アダイ（サンティアーゴ）
- オ・アルト（サンタージャ）
- アンセアン（サンタ・カタリーナ）
- アルシェミル（サン・ペドロ）
- ベルガーソ（サン・フィス）
- カブレイロス（サンタ・マリーニャ）
- カンペーロ（サン・シュリアン）
- カンポーソ（サンティアーゴ）
- カストリジョン（サン・サルバドール）
- セーラ（サン・ショアン）
- セルセーダ（サン・ペドロ）
- チャモーソ（サン・クリストーボ）
- オ・コルゴ（サン・ショアン）
- エスコウレーダ（サンタ・マリーア）
- ファルナデイロス（サン・ペドロ）
- フォルゴーソ（サン・マルティーニョ）
- フォンテイタ（サンティアーゴ）
- フランケアン（サンタ・マリーア）
- ゴメアン（サンティアーゴ）
- ラピーオ（サン・ミゲル）
- ラショーサ（サンティアーゴ）
- マセーダ（サン・ペドロ）
- マレイ（サンタ・マリーア）
- パラデーラ（サン・フィス）
- ペドラフィータ（サン・ミゲル）
- ピニェイロ（サンタ・マリーア）
- ケイサン（サンタ・マリーア）
- キンテ（サンタージャ）
- サバレイ（サンタ・マリーア・マダレーナ）
- サン・バルトロメウ・デ・チャモーソ（サン・バルトロメウ）
- サン・コスメ・デ・マナン（サン・コスメ）
- サンタ・マリーア・デ・マナン（サンタ・マリーア・マダレーナ）
- サント・アンドレ・デ・チャモーソ（サント・アンドレル）
- サント・エステーボ・デ・ファルナデイロス（サント・エステーボ）
- サント・エステーボ・デ・フォルゴーソ（サント・エステーボ）
- セゴビア（サン・ショアン）
- ビラーチェ（サン・シアーオ）